# Museo di scienze naturali (Bruxelles)
Il museo di scienze naturali (in francese: Muséum des sciences naturelles, in olandese: Museum voor Natuurwetenschappen van België), è un museo di storia naturale situato al Parco Leopoldo a Bruxelles, la capitale del Belgio. Fin dalla sua fondazione, il museo è stato governato da una delle più importanti istituzioni scientifiche belghe, l'Istituto reale belga di storia naturale.
Tra i pezzi più importanti del museo vi sono 30 scheletri fossili di Iguanodon, scoperti nel 1878 nel sito di Bernissart. Un altro pezzo famoso, tra gli altri, è l'osso d'Ishango, scoperto nel 1960 da Jean de Heinzelin de Braucourt.

## Storia
Il museo è stato fondato il 31 marzo 1846 come un successore del Museo van Brussel. È stato basato sulla raccolta iniziata dal principe Carlo Alessandro di Lorena, risalente al XVIII secolo. Bernard du Bus de Gisignies, fu il suo primo direttore nel 1846. Per l'occasione, donò 2.474 uccelli della sua collezione al museo.
Nel 1860, durante la costruzione delle nuove fortificazioni intorno ad Anversa, furono trovati numerosi fossili, molti dei quali di balene. Il museo espone anche scheletri di una balena boreale (Balaena mysticetus) e di una giovane balenottera azzurra (Balaenoptera musculus).
Nel 1860 uno scheletro di mammut fu trovato vicino a Lier e portato al museo (mostrato a partire dal 1869). A quel tempo l'unico scheletro di mammut esposto al pubblico era a San Pietroburgo (Russia).
Nel 1878 avvenne la più grande scoperta di fossili di Iguanodon fino ad oggi in una miniera di carbone a Bernissart, in Belgio. Sono state rinvenute almeno 38 fossili di Iguanodon, di cui 30 sono state esposti nel museo a partire dal 1882.
Dal 2007 è stata creata una sala per dinosauri completa di 4.580 m², è la più grande sala per dinosauri del mondo.